# IC 5009
IC 5009 је спирална галаксија у сазвјежђу Паун која се налази на листи објеката дубоког неба у Индекс каталогу.
Деклинација објекта је - 72° 10' 3" а ректасцензија 20h 32m 34,4s. Привидна величина (магнитуда) објекта IC 5009 износи 13,5 а фотографска магнитуда 14,4. IC 5009 је још познат и под ознакама ESO 74-1, PGC 64923.